# Zmago Jelinčič

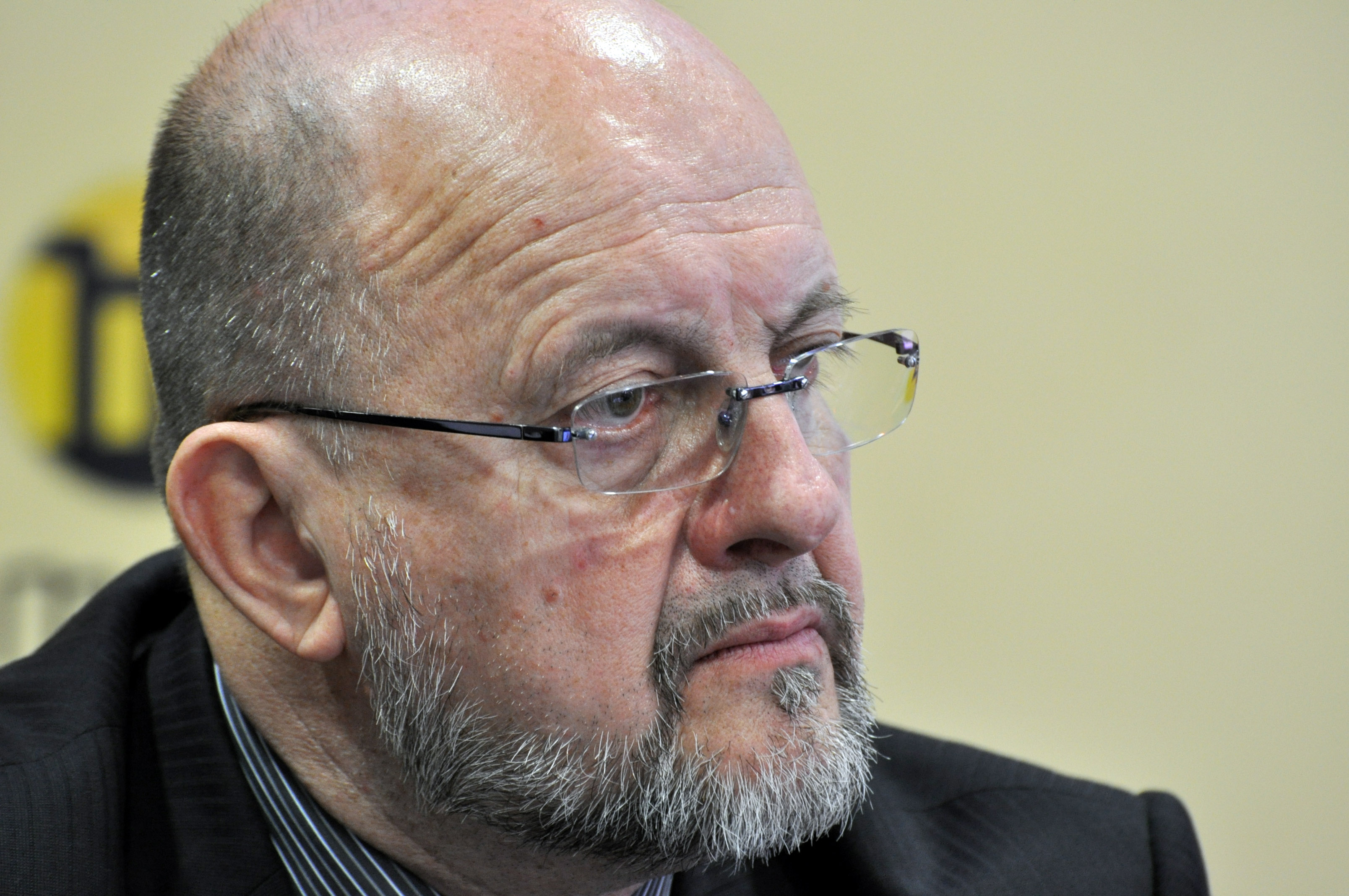
Zmago Jelinčič in 2011

Zmago Jelinčič, officieel Zmago Jelinčič Plemeniti (Maribor, 7 januari 1948) is een Sloveens farmaceut en politicus. Hij is de oprichter van de Sloveense Nationale Partij (Sloveens: Slovenska nacionalna stranka, SNS) en sinds de oprichting partijleider. Sinds 1992 zit hij in het Sloveense parlement.
Jelinčič studeerde farmacie aan de universiteit van Ljubljana en richtte in Joegoslavië het eerste privé-bedrijf voor de productie van natuurlijke geneesmiddelen op. Jelinčič is een belangrijk kenner (en verzamelaar) op het gebied van de numismatiek in zijn land. Hij is lid van de Amerikaanse National Rifle Association en verzamelt oude schietijzers. Vanwege zijn verzamelwoede is hij ten tijde van het socialistische Joegoslavië beticht van het aanzetten tot en organiseren van diefstal van een museale wapenverzameling. Zijn veroordeling bracht hem drie en een half jaar achter grendel in de strafinrichting van Dob (nabij Domžale). Volgens Jelinčič misbruikte het toenmalige regime zijn hobby als schaamlap om hem op te sluiten.
Sinds enige jaren is hij voorzitter van de Sloveense vliegeniersbond. Jelinčič gebruikt sinds een klein aantal jaren de toevoeging van het adellijke Plemeniti bij zijn familienaam. Hij is gehuwd en heeft een dochter.
- Gemeinsame Normdatei: 1068289929
- International Standard Name Identifier: 0000 0000 4370 1000
- Library of Congress Control Number: no91023255
- Nationale Bibliotheek van Tsjechië: js20241232085
- Virtual International Authority File: 38939804
- WorldCat: E39PBJkHm9FGRP9YX8rqd9vT73